# Sommepy-Tahure
Sommepy-Tahure is een gemeente in het Franse departement Marne (regio Grand Est) en telt 601 inwoners (2005). De plaats maakt deel uit van het arrondissement Châlons-en-Champagne.

## Geografie
De oppervlakte van Sommepy-Tahure bedraagt 67,1 km², de bevolkingsdichtheid is 9,0 inwoners per km².
De onderstaande kaart toont de ligging van Sommepy-Tahure met de belangrijkste infrastructuur en aangrenzende gemeenten.

## Demografie
Onderstaande figuur toont het verloop van het inwonertal (bron: INSEE-tellingen).